# Final Fantasy XII
Final Fantasy XII (ファイナルファンタジーXII, Fainaru Fantajī Tueruju) es un videojuego de rol desarrollado y publicado por Square Enix en 2006/2007 para la PlayStation 2, siendo la duodécima entrega dentro la aclamada serie de videojuegos. Lanzado en el 2006, cinco años después de Final Fantasy X.
Final Fantasy XII introduce cambios sustanciales en la saga: batallas que prescinden de cambio de escenario, el sistema gambit que controla automáticamente las acciones de los personajes, y el sistema de licencias que determina qué equipamiento y habilidades pueden usar los personajes. Final Fantasy XII incluye elementos de entregas anteriores, como las invocaciones, los Chocobos, y las naves voladoras. El juego ha sido aclamado universalmente con críticas muy positivas y ha sido elegido juego del año por importantes y prestigiosas revistas del sector. La secuela, Final Fantasy XII Revenant Wings, ha sido lanzada para Nintendo DS en el 2007 en Japón y el 2008 para el resto del mundo.
Este juego se desarrolla en Ivalice, al igual que otros juegos de Square como Final Fantasy Tactics para PlayStation, Final Fantasy Tactics Advance para GameBoy Advance y Vagrant Story para PlayStation.
El equipo que ha desarrollado todos los juegos antes comentados es el mismo, de ahí que se vean ciertas similitudes en su ambientación. Las ciudades ahora tienen un toque mediterráneo/europeo mezclado con la estética árabe, lo que da lugar a parajes llenos de gente y bazares donde la tecnología se reserva para las naves.

## Jugabilidad

### Sistema de combate
El nuevo sistema de combate se denomina ADB (Active Dimensión Battle) y en él no se producen encuentros aleatorios con los enemigos como en previas entregas de Final Fantasy. En esta ocasión los enemigos pueden visualizarse en tiempo real sobre el terreno, algunos de ellos tienen un carácter apacible y no atacan a menos que sean atacados previamente; otros, en cambio, son más agresivos y atacan tan pronto como detectan una presencia hostil a través de sus sentidos.
Además, magias como Libra se han convertido en magias de campo; en lugar de mostrar las estadísticas de un solo enemigo, dura un tiempo durante el cual muestra el Hp y las debilidades de cualquier enemigo al que seleccionemos con cualquier miembro del grupo activo, aparte, influye también en el campo de juego, ya que es necesaria para detectar las "trampas" que existen en el juego, unas especies de minas que se activan al contacto terrestre.
Durante la batalla existe libertad de movimiento para el líder del grupo e incluso se puede abandonar el combate en grupo (exc. en batallas evento, como los jefes).
Debido a que el juego es extenso, solo se puede guardar la partida mediante cristales normales y transportadores. Los cristales transportadores tienen un color naranja y solo se usa una teleportita para viajar entre dichos cristales. El bestiario se actualiza con los informes de incidentes por cada enemigo en el mundo de Final Fantasy XII.

### Sistema de Gambits (Tácticas)
Se incorpora un sistema de gambits por el cual puede elegirse entre controlar a los personajes manualmente o dejar su control a la IA del juego, que los controlará automáticamente según los gambits que el personaje en cuestión tenga activados. 
Un Gambit se compone de dos partes: La primera es la condición y la segunda es la acción. Por ejemplo, si un aliado está por debajo del 40% de su HP máximo, échale una poción. Si un personaje tiene activos dos gambits, el primero tendrá prioridad sobre el segundo. Además pueden introducirse nuevas órdenes manualmente aun teniendo los gambits activados, solo habrá que esperar a que la barra de acción que cada personaje posee se llene de nuevo.
Estos Gambits son muy importantes para avanzar en el juego, ya que si diseñas bien tu estrategia, una batalla imposible se puede convertir en una realmente fácil.
Tipos de Gambits:
Ejemplos de objetivos:
A un solo personaje, pero sin condición.
A cualquier personaje aliado que cumpla la condición (Menos de un porcentaje de VIT, estados alterados, etc.).
A un enemigo cualquiera, sin condiciones especiales.
A un enemigo que cumpla una condición (Sin daño, que vuele, por debajo del VIT, etc.).
Ejemplos de acciones:
Usar un objeto.
Usar una técnica.
Atacar.
Usar magia (blanca, negra, verde, esotérica o espaciotemporal).

### Magias
Como en todo Final Fantasy, la magia se hace presente. Recibiendo el nombre de "Magicks", podemos encontrar de diferentes tipos:
Magia Blanca (White magic): La magia de curación y de ataque santo, especial contra no-muertos. Magias de cura para un solo aliado como "Cure
" o "Curaga", o para varios aliados como "Curaja" o "Renew". A sí mismo, magias para revivir a los caídos (Raise, Araise) y de ataque santo, como "Holy" (Santo).
La magia blanca, especial para curar el HP de los aliados, así como eliminar todo estatus negativo (Esuna elimina todo estado negativo, exceptuando algunos, pero hay magias para cada uno, como "Poisona" para veneno) también es ideal para dañar a enemigos no-muertos.
Magia Negra (Dark Magic): Magia elemental de ataque, como Fire (Piro), Blizzard (Hielo), Aero, Bio, Shock, Flare, Ardor, Scathe, entre otras.
Magia Espacio-temporal (Time Magic): Las magias de tiempo son ideales para modificar el estado de nuestros personajes o de los enemigos, así como de la batalla en si, dándonos una gran ventaja; algunas de sus magias nos permiten por ejemplo aumentar la velocidad de acción de nuestros personajes ("Haste"); teniendo el Final Fantasy XII un nuevo sistema de juego en tiempo real, esto nos permite acelerar el tiempo en que nuestros héroes realizaran sus acciones.
Magia Verde (Green Magic): Es magia que se encarga de las alteraciones de estado. En este apartado se puede encontrar: Protect para el daño físico (Coraza), Shell, para el daño mágico (Escudo), etc.
Magia Esotérica (Arcane Magic): Magias de ataque que no se basan en los elementos básicos, como pueden ser los ataques basados en oscuridad, en absorción de HP y PM y demás.

### Técnicas
Las técnicas son habilidades especiales que no requieren consumo de MP. Brindan diferentes habilidades y resultados. Algunas de ellas son:
Libra
Revela información acerca de los enemigos, como vida y debilidad. Sin embargo, no funciona en Bestias Raras, Escorias o Jefes.
Recarga
Permite cargar una cantidad de PM. Sin embargo, si falla reduce el PM a 0.
Primeros Auxilios
Cura una pequeña cantidad de VIT a un aliado en estado de "agonía" (poca vitalidad).
Robar
Permite robar objetos a un enemigo.
Caza Furtiva
Capturar a un enemigo en estado de agonía y le quita sus objetos.
Ábaco
Ataque que va en aumento si se sigue utilizando durante varios turnos (a menos que se falle).
Bastón Blanco
Ataque que solo se puede ejecutar cuando el personaje está en estado ceguera.
Aquiles
Agrega una debilidad elemental al enemigo.
Largo Alcance
Aunque lleves un arma de corto alcance como una daga u espada atacas como si llevaras un arco.
Rompebrazo
Disminuye la fuerza del enemigo.

### Sistema de licencias
Este sistema se asemeja mucho al tablero de esferas de Final Fantasy X, y terminó definitivamente con la tendencia marcada en Final Fantasy VII de darle a cada personaje un arma característica y única. Es también un tablero, con la diferencia de que ya no se usan AP para moverse, sino que solo podemos acceder y conocer posiciones contiguas a casillas que ya hayamos comprado. Estas casillas se compran con los puntos de licencia (LP) que se obtienen derrotando enemigos. Cada casilla tiene un valor, siendo por lo general mejor la casilla cuanto más cara es.
El uso primordial de estas casillas es la de permitir equipar diferentes armas y objetos, ya que solo puedes equipar aquellos objetos que tus licencias te permitan. Esto se convierte en la "mitad" de poder equiparte un objeto, ya que necesitas activarlos para poder equiparlos, además de comprarlos.
Con las magias y habilidades el sistema es similar. Hay que tener en cuenta las diversas posibilidades que podemos elegir según nos guste los personajes. La edición International Zodiac Job System exclusiva de Japón y la edición The Zodiac Age que salió inicialmente en PlayStation 4 y posteriormente en otras plataformas se pueden cambiar los tableros de licencias una vez que el jugador se una al Clan "Centurio". Hacerlo se reinicia el tablero, se desequipa el personaje afectado y se reestablece todos los puntos de licencia. El equipo y las habilidades iniciales y los Gambits no son afectados. Además, el usuario selecciona uno de los 12 tableros de licencia, con la restricción de un solo tablero por personaje, sin importar que los personajes usen el mismo tablero. Cada tablero representa un signo zodiacal y una profesión asignada a ese signo.

## Objetos y Guiles
Como en otros juegos del título Final Fantasy, en Final Fantasy XII se cuenta con el sistema de dinero Guil. Pero en esta ocasión, no obtendremos guiles directamente cuando derrotemos a una criatura; las criaturas dejaran caer tesoros cuando las vencemos. Estos tesoros son materiales, objetos característicos de cada criatura (cuernos, cabello, colmillos) que podemos vender en tiendas a cambio de guiles. Solo algunos enemigos nos darán Guil directamente, aquellos que sean humes o humanoides; como los imperiales.
Otra manera de conseguir Guil es mediante las recompensas de las cacerías de Escorias.
Bazar (Gangas): En todos los negocios encontraremos para comprar, además de lo que se venda allí, el campo de ventas Bazar; Bazar (Gangas en el juego español) nos permite comprar objetos que solo encontraremos allí, o packs de objetos a mejor precio que comprándolos en la tienda. Podemos habilitar nuevos ítems de bazar mediante la venta de botines. Cuando vendamos un nuevo botín, se podrán activar nuevos productos.

## Trama

### Argumento
En el mundo llamado Ivalice, desde hace años los imperios de Arcadia y Rozaria han estado luchando el uno contra el otro en una amarga lucha. Arcadia invade Dalmasca con el pretexto de que está situado en un importante corredor estratégico entre los dos reinos; pero la verdadera razón de la invasión es la Neticita, una poderosa piedra que serviría para uso militar, escondida en la tumba del rey Raithwal en el Oeste de Dalmasca. Arcadia no pudo encontrarlo, además su guardián era Belias, muy similar al Ifrit de otras entregas y era muy difícil que pudieran conseguirlo. Más tarde una Neticita artificial sería usada para levantar la fortaleza aérea. La invasión de Dalmasca por el reino de Arcadia hizo que la princesa Ashe, considerada oficialmente muerta, se uniera a la resistencia. 
Vaan es un optimista joven que sobrevive como ladronzuelo o con pequeñas tareas para Miguelo (un amable comerciante Bangaa) en las calles de la capital de Dalmasca, Rabanasta, la cual ha caído bajo el control del Imperio de Arcadia. La única familia de Vaan es su amiga Penelo ya que el único familiar que le quedaba, su hermano Reks (al que manejaremos durante el tutorial al principio del juego) falleció durante la invasión en circunstancias poco claras.
Como aventurero que es, sueña con llegar a ser un pirata del aire al mando de su propia nave voladora algún día. Ashe es la hija del rey Ráminas de Dalmasca y la única heredera al trono con vida ya que sus otros hermanos fallecieron durante la guerra así como su padre, el Rey. Después de la invasión de su reino Ashe se unió a la resistencia contra el Imperio. Durante un asalto a la fortaleza imperial en Rabanasta dos años después de la invasión pierde a sus compañeros uno detrás de otro hasta quedar sola. A pesar de su situación desesperada, no pierde su orgullo de princesa y continua peleando. En esta situación conoce a Vaan y así empieza su aventura juntos.
Durante el mismo asalto se encuentran con Balthier y Fran, los piratas del aire y con Basch (humano), un antiguo general del ejército de Dalmasca acusado de traición y del asesinato del Rey, enjaulado en las mazmorras y proceden a liberarlo quedando así el grupo formado por Ashe, Vaan, Penelo, Balthier, Fran y Basch.
Tras formar el grupo, el único objetivo aparente consiste en obtener la Neticita para enfrentarse al Imperio y liberar Dalmasca de la ocupación. Pero las cosas se complican a medida que se van averiguando las verdaderas intenciones de la guerra y sus transcendentales implicaciones.

### Personajes

#### Principales
- Vaan:

Vaan, de cabello rubio plateado y ojos celestes, es un joven huérfano, que vive en la ciudad de Rabanasta junto a su mejor amiga Penelo, luego de haber perdido a sus padres tiempo atrás. A sus 15 años, su hermano Reks, con quien había estado viviendo hasta ese momento, parte para ser parte de la resistencia en contra del imperio, donde muere a manos de quien se supone era el conocido general Basch, a quien por esa razón Vaan comienza a odiar. 
Vaan continua su vida en Rabanasta y llega a tener 17 años, realizando encargos para Migelo, un Bangaa dueño de una tienda, también robando a los soldados imperiales lo que ellos les quitan a los inocentes injustamente, a pesar de ser recriminado por su amiga Penelo por estos actos. Con el bello sueño de ser un pirata de los cielos, libre de ir a donde quiera, siendo dueño de su propia nave y de los mismos cielos, se entrena en las alcantarillas matando ratas, bajo la admiración de los pequeños niños de Rabanasta y amigos de Vaan como Kytes y Filo, quienes lo ven maravillados como un líder. Este entrenamiento es la razón por la que el viejo Dalaan, conocido de la ciudad, lo llama Vaan Ratsbane.
Cuando llega la ceremonia de Vayne en la ciudad, Vaan advierte que es la oportunidad apropiada para infiltrarse en el palacio y hacerse de grandes tesoros. Sin embargo, las cosas no salen como esperaba cuando la resistencia toma acción y ataca contra el imperio; allí Vaan se cruza con Balthier y su amiga Fran, dos increíbles piratas de los cielos, y su vida cambia para siempre, quedando involucrado en la aventura por devolver la paz a Dalmasca.
Siendo el protagonista de la historia, Vaan no comienza siendo exactamente el líder del grupo, si bien quien los une a todos. Sin saber muy bien cual es su destino, escapa a la realidad con su sueño de ser un pirata de los cielos y huye de sus problemas, siendo esta la razón por la que sigue a Ashe en su misión, tal como le cuenta a está en las tierras de Jahara. Sin embargo luego, cansado de escapar a sus problemas y, cuestionado por Balthier da cuenta de que debe hacer y, ayudando a devolver la paz a Dalmasca, se convierte en un pirata de los cielos.
- Ashe:

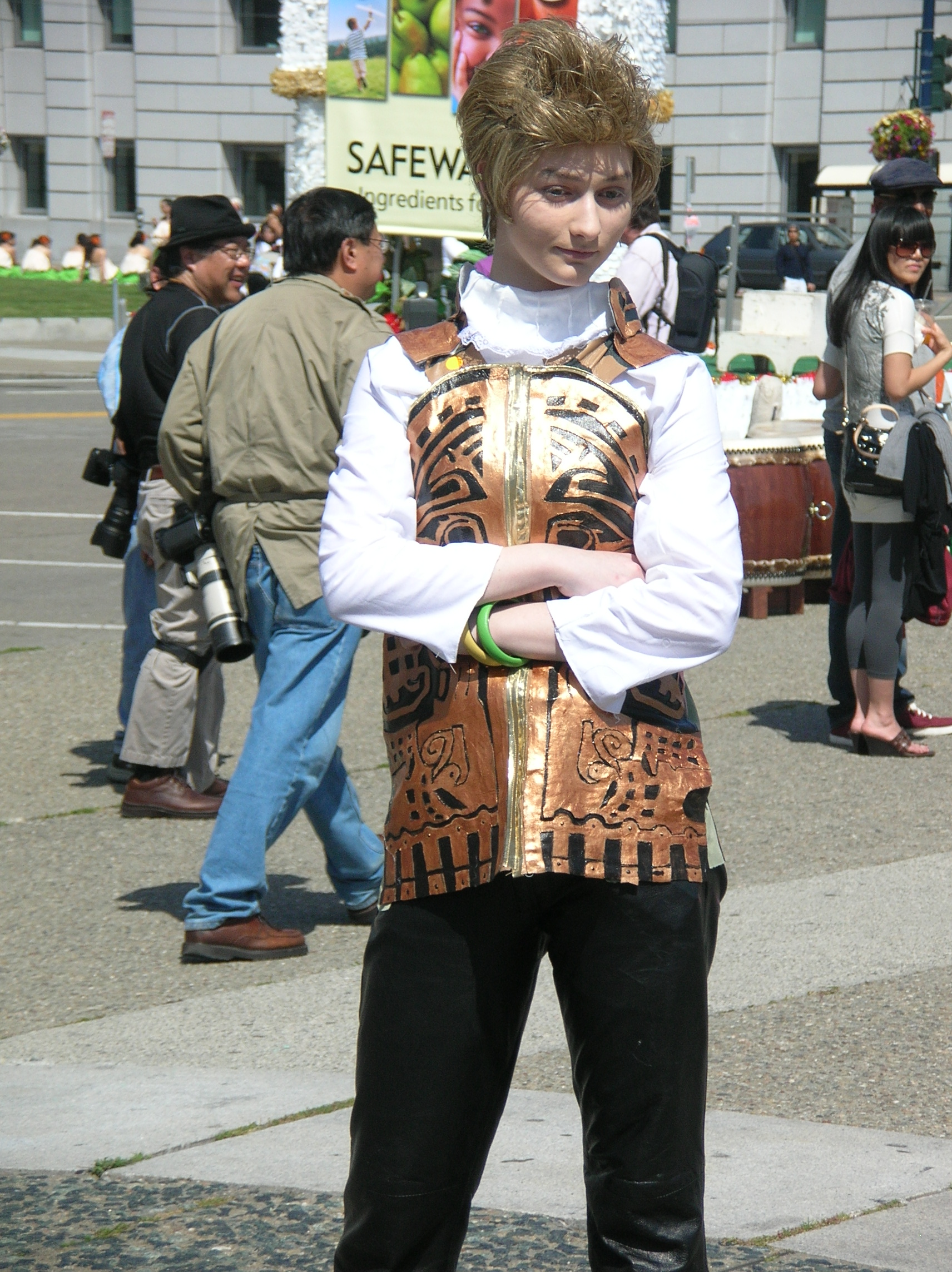
Cosplay de Balthier

Inicialmente se hacía llamar Amalia. Su nombre completo es "Ashelia B'nargin Dalmasca"; de 19 años de edad, cabello rubio ceniza. Es la princesa de Dalmasca y su objetivo es liberar a su reino de la ocupación de Arcadia. En la guerra, su reciente esposo el príncipe Rassler, es asesinado junto a su padre, el rey Raminas. Vayne aprovecha la ocasión y la desaparición de Ashe para anunciar su suicidio, acabando con la esperanza de muchos. Sin embargo, ella continua viva, y líder de la resistencia contra el imperio, luchará con justicia para recuperar la paz. Su encuentro con Vaan cambiara su vida y provocara que se una a un grupo que le ayudara y permitirá conseguir la deseada paz. 
- Balthier:

Su verdadero nombre es Ffamran Mid Bunansa. Hijo del loco Dr. Cid, Balthier era tiempo atrás un poderoso juez del Imperio, puesto que su padre le había conseguido. Sin embargo Balthier no aspiraba a esto y además, cansado de la locura de su padre y su obsesión decide escapar y ser libre, convirtiéndose en un pirata de los cielos. Con unos pequeños arreglos y agregados, convierte a una nave imperial en su confiable nave, la Strahl, en donde viaja acompañado de la viera Fran y el moogle mecánico Nono. 
Durante la batalla en el palacio, donde Balthier y Fran esperaban conseguir algo grande, los piratas del cielo tropiezan con Vaan, quien les guiara a un camino completamente diferente del que tenían en mente.
Balthier es un buen hombre, pero atrevido y temerario, y durante su tiempo como pirata del cielo logra poner un gran precio sobre su cabeza.
- Fran:

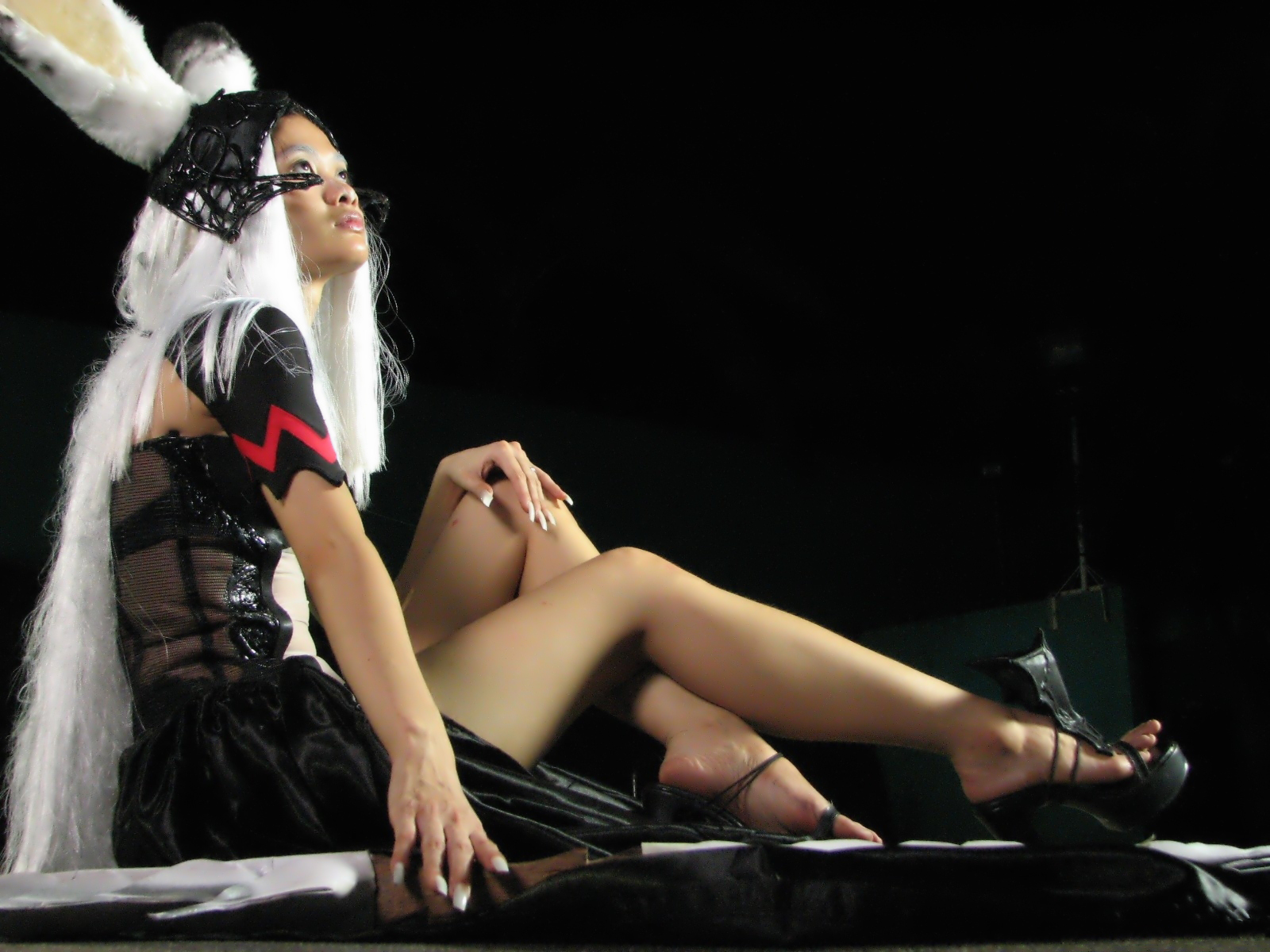
Cosplay de Fran

Pertenece a la raza conocida como Viera y es la compañera de Balthier, así como la copiloto del Strahl. Fran es el único personaje jugable no-humano. Fran proviene de la aldea de Elt, Villa Eruyt en la versión original, que se encuentra escondida en la Selva de Golmore. Fran dejó la aldea 50 años antes de que comenzara la historia. No tenía intención de regresar al bosque hasta que ella y los demás tuvieron la necesidad de ir al Monte Bur-Omisais, el cual quedaba más allá de la Selva de Golmore; desafortunadamente, el camino estaba sellado por Jote, la hermana mayor de Fran. Jote les dijo que los dejaría pasar si rescataban a Mjrn, quién se había perdido en los Minas de Henne. Después de haberla salvado, Fran confiesa que se arrepiente de haber dejado el bosque, ya que se había vuelto incapaz de escucharlo. Balthier y Fran se mantenían fuera de las guerras de los reinos de Ivalice. Sin embargo, cuando quisieron robar la magicita (en realidad, el Guijarro de la Penumbra) el robo salió mal debido a que Vaan se les había adelantado y los eventos que sucedieron después los obligaron a unirse a la Resistencia de Dalmasca.
- Penelo:

Penelo al igual que Vaan, es huérfana, y con 16 años de edad. Trabaja como bailarina en el bazar de Rabanasta y es recadera del comerciante Miguelo, quien había sido buen amigo de los padres de Penelo. Cuando los padres de Vaan fallecieron, los de Penelo acogieron al joven dentro de su hogar, por lo que Vaan y ella son como hermanos y se cuidan mucho. Los padres de Penelo fallecieron y sus hermanos murieron en la invasión de Arcadia no sin antes enseñarle combate básico. Al final del juego, se revela que Penelo se vuelve la compañera de Vaan como Pirata del Aire. Siente mucho cariño por su amigo Vaan. En la secuela, Revenant Wings se revela que Penelo y Vaan acaban siendo novios.
- Basch:

Su nombre completo es Basch Fon Ronsenburg. Nació en la República de Landis, junto con su hermano gemelo Noah (que luego sería conocido como Gabranth). Después de que el Imperio de Arcadia conquistó su tierra natal, Basch huyó a Dalmasca y se unió a las fuerzas militares. Tiene 36 años de edad. Es el capitán de la Orden de caballeros de Dalmasca. Después de la derrota que sufrió el ejército de Dalmasca en la fortaleza de Nalbina, Arcadia le ofreció a Raminas, rey de Dalmasca, firmar un “tratado de paz”, que en realidad era un tratado para firmar las condiciones de rendimiento de Dalmasca. Cuando la Orden de Caballeros se enteró de que Arcadia planeaba asesinar al rey en cuanto el tratado de rendición estuviera firmado, Basch y Azelas Vossler (otro capitán de la Orden), lideraron un ataque a la Fortaleza Nalbina para salvarlo, solo para ser capturados. 
El gemelo de Basch y uno de los jueces de Arcadia, Gabranth, asumió la identidad de Basch y asesinó al rey de Dalmasca e hirió gravemente a Reeks, el hermano mayor de Vaan. Debido a eso, Basch fue conocido en Dalmasca como traidor y fue anunciado por el Marqués Halim Ondore IV que Basch había sido ejecutado. Sin embargo, Basch había sido llevado a los calabozos en Nalbina por órdenes de Vayne para asegurase la lealtad del marqués. Si Ondore traicionaba al imperio, Vayne solo tendría que anunciar que Basch seguía vivo para destruir la credibilidad de Ondore. Fue liberado por Balthier, Fran y Vaan cuando escapaban del calabozo. Logró convencer a Vaan, Ashe y a los demás de su inocencia y juró que protegería a Ashe, a pesar de sus previos fallos (la caída de Landis y Dalmasca).

#### Del Imperio de Arcadia
- Vayne Carudas Solidor: Es el cónsul de 27 años de Arcadia y miembro de la Casa de Solidor, cuyos miembros han gobernado el Imperio por 4 generaciones. Es el antagonista del juego y su objetivo es convertirse en el nuevo Rey Dinasta. Pero con Saradesh, la futura reina, se ve obligado a desaparecerla, aunque imposible ya que está protegida.

En la guerra contra el reino de Nabradia, Vayne obtuvo la victoria haciendo que el Juez Zetch usara la Netecita, lo que causó que la capital del reino, Nabudis, quedara en ruinas e inhabitable por la cantidad de Niebla que trajo consigo la explosión; este acto hizo que el Juez Zetch renunciara a su posición y se convertirse en el Pirata del Aire conocido como Reddas.
Después, tras la victoria en la Fortaleza de Nalbina en el reino de Dalmasca, Vayne invitó al rey a firmar un tratado de paz para terminar la guerra; sin embargo, este era otro de sus planes y Vayne hizo que el Juez Gabranth, disfrazado como su gemelo: Basch, asesinara al rey. Al hacer esto, Vayne liberó al imperio de toda culpabilidad, le echó la culpa a Basch por el asesinato y le dio al imperio la excusa perfecta para quitarle a Dalmasca toda su soberanía. Vayne se volvió más tarde en cónsul de Dalmasca, y usó su posición para ganarse la confianza de la gente.
Mas Vayne regresó a Arcadia para poner en marcha la segunda fase de su plan. Para tener control absoluto sobre el Imperio, Vayne envenenó a su padre y la culpa fue echada sobre el senado, convirtiéndose así en líder absoluto de Arcadia.
Vayne, sabiendo que el Imperio de Rozaría era el único que era capaz de igualar a Arcadia militarmente, le declaró la guerra usando como excusa el movimiento de Resistencia que el Marqués Halim Ondore IV había creado. Vayne pensaba usar la Netecita Artificial y la recién creada fortaleza aérea “Bahamut” para obtener la victoria. La lucha tomó lugar en los cielos de Rabanasta para que la gente pudiera apreciar la destrucción del movimiento de resistencia.
Sin embargo, Vaan y los demás se infiltraron dentro del Bahamut y se enfrentaron contra Vayne. Primero usando sus puños y luego absorbió el poder de la Netecita, pero terminó siendo derrotado. Logró escapar y andar moribundo por la fortaleza aérea; Vayne se disculpó con Venat, un Ocurio renegado, por no por haber podido cumplir la misión de ambos. Pero Venat le contestó que en realidad se había cumplido su deseo: Liberar a la humanidad de los Ocuríos. Luego Venat, posiblemente por simpatía, le dio a Vayne parte de sus poderes convirtiéndolo en Imperecedero: un ser con apariencia robótica y enormes habilidades mágicas. Sin embargo, aun así fue derrotado y terminó muerto. Tras su muerte su hermano menor, Larsa, se convirtió en el nuevo Emperador de Arcadia.
- Cidolfus Demen Bunansa: Conocido como “Dr. Cid”. Es un científico de Arcadia. Tiene 58 años, es amigo cercano de Vayne, estudia la Netecita y es el creador de las naves de Arcadia. En el transcurso del juego, se revela que él es el padre de Balthier. Cuando su hijo se escapó, Cid fue a Giruvegan para estudiar más a la Netecita, cuando regresó su obsesión por ella solo había aumentado. Cid parece que habla solo, pero en realidad está hablando con Venat. Bajo la influencia de Venat, Cid ayudó a Vayne creando la Netecita Artificial.

Cid se enfrenta contra Balthier y los demás en el laboratorio Draklor sobrevive y huye. Luego él junto, con el Juez Gabranth, va al Faro de Ridorona para activar el Cristal del Sol. Cuando Gabranth fue derrotado por el equipo, Cid decide que el ya no servía como el protector de Larsa y que sus servicios ya no era requeridos. Gabranth, furioso, ataca a Cid pero Venat avienta al Juez al otro lado de la habitación. Luego Cid entra en combate nuevamente contra Balthier y los demás, esta vez ayudado con el esper Famfrit. Cid es otra vez derrotado y muere siendo así, su energía absorbida por el Cristal del Sol. Este acto hizo que el cristal empezara a desprender grandes cantidades de Niebla hasta que fue destruido por Reddas con la Espada de Reyes. La Niebla desprendida por el cristal logró activar su última creación: la fortaleza aérea Bahamut. Cabe mencionar que este es el primer Final Fantasy en poner a un Cid como villano.
- Emperador Gramis Solidor: Emperador de Arcadia y el padre de Vayne y Larsa. Gramis estaba lleno de culpa por la muerte de sus dos hijos mayores, ya que él le había dado órdenes de matarlos por traición, a causa de la manipulaciones de Vayne. Después de rehusarse a seguir el plan de Vayne de expulsar al senado, porque creía que él sería un peligro para el imperio, termina siendo asesinado por Vayne. La culpa de su muerte fue echada sobre el senado, obteniendo Vayne control absoluto sobre el Imperio.

- Larsa Ferrinas Solidor: hijo de Gramis y hermano de Vayne, es el segundo heredero del trono de Arcadia, y un excelente espadachín, a pesar de su corta edad (durante la historia no se la especifica, pero podría suponerse que tiene unos 12 años). Aparece en el juego con el nombre falso Lamont, haciéndose pasar por un miembro de la resistencia cuando el equipo llega por primera vez a Bhujerba. Aunque desde un principio Balthier desconfiaba de él, al poco tiempo termina descubriéndolo al deducir que no cualquier miembro de la resistencia, y menos un niño, podría saber tanto como él sabía. A pesar de esto, Larsa en realidad no guarda ninguna intención oculta para con el grupo, de hecho, él es quien rescata a Penelo, y la guía de regreso con el grupo, formando entre ambos una fuerte amistad. Larsa trabaja para poner punto final a la guerra, y debido a esto, muchos de los jueces y nobles de Arcadia (inclusive el propio emperador) pensaban que él estaba más capacitado para suceder el trono, y de hecho Larsa cuenta con un buen grupo de jueces fieles que lo escoltan, motivo por el cual Vayne ordena traerlo de vuelta después de asesinar a su padre. Tras la derrota de Vayne, Larsa es reconocido como el legítimo emperador de Arcadia, poniendo fin a la guerra.

##### Los Jueces
En Arcadia, aquellos con el título de Juez son los supremos aplicadores de la ley de Arcadia en Ivalice. Aquellos de mayor rango reciben el título de Jueces "Magistrados", que se ocupan no solo de aplicar la ley, también de proteger a la familia real.
En el juego, se nos presentan 6 de estos jueces:
- Juez Gabranth: Líder de los jueces. Es el hermano gemelo de Basch y su nombre verdadero es Noah fon Ronsenburg, el hombre responsable de las muertes del rey Raminas y de Reks. A diferencia de Basch, el apoya al Imperio de Arcadia y se enlistó después de que su tierra natal fuera conquistada. Asumiendo el nombre de Gabranth, cumplía la función de protector de Larsa. Aun así, se odia a sí mismo por haber enculpado a su hermano y haber asesinado a Drace. Casi al final del juego, cuando ve que su hermano permanece con una actitud positiva a pesar de sus fracasos, Gabranth decide corregir sus errores ayudando a Vaan y al resto del equipo en la pelea contra Vayne. Es mortalmente herido por éste y le deja a su hermano la tarea de proteger a Larsa, dado que se autoconsideraba un traidor, mas su hermano y Larsa le impidieron renunciar. A pesar del golpe sobrevivió hasta llegar al Strahl donde finalmente acabó su vida.

- Juez Zetch: 2 años antes de que comenzara la historia, en la guerra de Arcadia contra Nabradia, Vayne le había ordenado al Juez Zetch utilizar el Guijo de la Penumbra en Nabudis, la capital de Nabradia. Hacer esto causó una enorme explosión que dejó la capital en ruinas e inhabitable por la gran cantidad de Niebla que quedó. Lleno de culpa, Zetch abandonó su título de Juez, tomó el nombre de Reddas y se fue al pueblo portuario Balfonheim, el cual ordenó y se convirtió en un Pirata del Aire y patrón de los demás piratas. Luego, el acompañó a Ashe y al resto del equipo al Faro de Ridorona para encontrar el Cristal del Sol. Cuando Cid activó el Cristal del Sol, Reddas se sacrificó utilizando la Espada de Reyes para destruir el cristal.

- Juez Ghis: Comandante de la nave aérea Leviatán, que es la nave principal de la Octava Flota del Imperio de Arcadia. Ghis fue el supervisor y guardián de Larsa durante su visita a Bhujerba, se enfrentó a Vaan y a los demás a bordo del Leviatán pero fue derrotado. Ghis murió cuando ordenó que verificarán la potencia del Guijo del Alba en los motores de la nave, esto causó que la neticita causara una gran explosión, destruyendo al Leviatán y a toda la octava flota.

- Juez Drace: El único juez mujer. Al igual que Gabranth, Drace es guardiana de Larsa. Drace estaba convencida de que había sido Vayne, y no el senado, quien había asesinado al emperador Gramis e intentó arrestarlo. Sin embargo, al levantar su espada contra él, que ya era emperador, estaba cometiendo traición. Después de que el juez Bergan la agarrara del cuello y la aventara contra el suelo, Vayne la sentenció a muerte y le ordenó a Gabranth que la ejecutara para probar su lealtad. Gabranth no quería hacer tal acto, pero Drace le dijo que lo hiciera y le encargó el cuidado de Larsa a Gabranth.

- Juez Bergan: Es un leal seguidor de Vayne y un gran simpatizante de sus políticas. Tiene una fuerza sobrehumana. Fue encargado por Vayne de recoger a Larsa en el monte Bur-Omisais. En el proceso, sus tropas atacaron y mataron a muchos refugiados y feligreses. Bergan atacó a Al-Cid y asesinó a Anastasis (Líder de la religión) , utilizó la Neticita Artificial para aumentar sus parámetros, mientras era poseído por Venat. Terminó muerto a manos de Vaan y los demás.

- Juez Zargabaath: Comandante de la Nave aérea Alejandro, que es la nave principal de la duodécima flota del Imperio de Arcadia. Cuando la fortaleza aérea Bahamuth estaba cayendo amenazando con destruir la ciudad de Rabanasta, Zargaabath iba a realizar un ataque suicida contra el Bahamuth para tratar de derribarlo y dio órdenes de que le dispararan a los restos del Alejandro en caso de que no fuera suficiente. Sin embargo, las acciones que tomaron Balthier y Fran evitaron que eso fuera necesario. De los 6 jueces Magistrados, Zargaabath desempeñó el papel más mínimo pero, irónicamente, fue el único que quedó vivo al final del juego.

- Juez Alado: Es del juego Final Fantasy XII: Revenant Wings un año después de la historia principal.

#### Escorias
Las Escorias son monstruos que hacen cosas que molestan a algunas personas de Ivalice y por eso las personas ponen carteles ubicados en las ciudades. Entre ellos están:
- Tomate Perdido: Un tomate letal que se perdió en el desierto y empezó a molestar a los comerciantes.

- Trickster: Chocobo legendario, Fona la chocobitera pidió su captura.

- Dragon anillado: Dragon que fue controlado por un gran rey, pero el rey se dio cuenta de que el dragón podía destruir su reino, así que lo condenó a vivir en el desierto.

- Gilgamesh/Hombre Misterioso: Un Gran espadachín que desafiaba a pelea a los más grandes y respetados adversarios, siempre estaba acompañado de su lobo Enkidoh.

Es recomendable tratar de robarle a la escoria antes de matarla, ya que la escoria no volverá a aparecer.

#### Otros
- Marqués Halim d'Ondore: gobernador de Bhujerba; también es el líder secreto de la resistencia y el tío de Ashe.

- Reks: Hermano mayor de Vaan quien estuvo bajo el mando de Basch en la infiltración en la fortaleza de Nalbina para rescatar al Rey Raminas. Al final del tutorial Reks ve los cuerpos de sus compañeros muertos y el del Rey Raminas sentado en el trono, entonces el juez "Gabranth", haciéndose pasar por Basch le asesta una puñalada en el estómago y le explica que él mató al rey porque iba a vender a Dalmasca al imperio y entonces lo detienen soldados arcadianos, en lo que Reks se desmaya. Esto forma parte del plan de Vayne para asesinar al rey sin que el imperio resultara culpable de la muerte. Luego usaron a Reks para que diera constancia de la traición de Basch pero muere en el hospital un poco de tiempo más tarde debido a sus heridas. Es un personaje semi-jugable, ya que tan solo puedes controlarlo durante el tutorial al principio del juego.

- Lord Rasler: novio y marido de Ashe. Muere en la Guerra de Dalmasca contra Arcadia, hecho que entristece terriblemente a Ashe. Más tarde aparece su figura envuelto en Niebla, la cual estaba siendo controlada por los Ocurios para manipular a Ashe; pero la mujer se da cuenta y destruye este espejismo con la Espada del Pacto en el Gran Faro de Ridorana. Era el príncipe de Nabradia, antes de que está fuera conquistada.

- Migelo: Bangaa azul, comerciante de Rabanasta y amigo de Vaan y Penelo. Gracias a sus encargos tanto Vaan como Penelo se ganan unas monedas.

- Kytes: amigo de Vaan y Penelo. Junto a estos, ayuda a Migelo en los recados y al principio del juego, es quien corre aventuras junto a Vaan por los acueductos de Garamsais y el Barrio bajo de Rabanasta.

- Dalan: anciano sabio dalmasquino que vive en la zona sur del barrio bajo de Rabanasta. Suele mandarle recados a Vaan, a Penelo y a Kytes. Más que sabio es un hombre que está enterado de todo lo que ocurre en la ciudad y ayuda a Vaan a encontrar el modo de entrar en el palacio de Rabanasta el día del banquete de bienvenida del cónsul Vayne. Dalan le ordena a Vaan que le entregue a Basch la espada de la antigua orden para que este recuerde quien era y se una a la resistencia.

- Vossler: Oficial del ejército de la resistencia de Dalmasca, que ofreció la neticita al imperio a cambio de Dalmasca. Murió en la explosión del Leviatán.

- Montblanc: Moguri, es el líder del Clan "Centurio" de cacería. Es el encargado de recompensar a los cazadores por sus logros. Para los cazadores más avanzados, tiene misiones especiales. En la edición International Zodiac Job System exclusiva de Japón y la edición The Zodiac Age, también se podrá restablecer el tablero de licencias, permitiendo al jugador asignar otro tablero. Además, Montblanc originalmente también hace aparición en Final Fantasy Tactics para GBA.

- Nono: Moguri, hermano de Montblanc, ingeniero en Bhujherba, la ciudad flotante.

- Capitán Spinel: es el capitán de la tribu de los Garif. Aparece en calidad de amigo por los Campos de Ozmon y la Llanura de Giza, ayudando a los protagonistas a combatir a los enemigos. Cuando la historia llega por primera vez a Yahara, es él quien te ayudará a tener una audiencia con el Venerable del pueblo, en la búsqueda de información acerca de la neticita y el uso del Guijo de la Penumbra. Existe un hilo secundario de la historia dónde se explica como el hermano de Spinel, antiguo capitán de los Garif, fue derrotado y herido por una bestia. Es por este motivo que el capitán Spinel se mantiene deprimido y solitario con respecto a los demás guerreros de la tribu, ya que se siente culpable por el estado de invalidez de su hermano. Todos en el poblado están preocupados por él e intentan ayudarle a superarlo, pero Spinel solo se recuperará cuando los protagonistas le ayuden a derrotar a la bestia que hirió a su hermano, la escoria Catoblepas.

- Gran Kiltias Anastasis: líder espiritual del pueblo de Bur-Omisais. Es asesinado por el Juez Bergan.

- Mjrn: la hermana menor de Fran.

- Jote: líder de la raza viera que habita junto a sus congeneres en la aldea de Elt, en la selva de Golmore. Es la hermana mayor de Fran.

- Al-Cid Margrace: miembro de la familia Margrace de Rozaria.

### Razas

#### Humes (Humanos)
Los humanos son conocidos en Ivalice como Humes. Hay muchos tipos de humanos en Ivalice con diferentes niveles de inteligencia, características corporales y culturas.
La mayoría de las razas de la sociedad se relacionan con los humanos, pero algunas son más avanzadas que ellos tecnológicamente hablando (como los moguris). Los humanos, con una esperanza de vida grande, utilizan a las razas menos inteligentes como esclavos o trabajadores bajo su control. En el mundo de Ivalice, alrededor del 40% de la población son humanos. Los humanos son capaces de adaptarse con facilidad a muchos tipos de armas de combate.

#### Vieras
Son grandes guerreras, hábiles con todo tipo de armas. Se las conoce como la gente de los bosques. Sus largas manos, pies, cuerpo esbelto y elegante y su largo pelo plateado pero, sobre todo, sus largas orejas similares a las de los conejos es lo que los diferencia del resto de los habitantes de Ivalice. Su esperanza de vida se dice que es tres veces mayor que los humanos.
Hay dos tipos de Viera, las Veena Viera, que tienen la piel de color blanca, y las Rava Viera con la piel marrón. No son muy diferentes de los humanos, aunque tienen una visión y oído superior. Pueden avistar un objetivo a 10 kilómetros de distancia y distinguir sus pasos.
Hace algunos siglos, los Viera vivieron en comunas dentro de los bosques y no se mostraban mucho a la sociedad humana. Pero a causa de una guerra, perdieron sus hogares y se vieron forzados a vivir en la sociedad humana. Ambos subtipos de la raza Viera, Rava y Veena se integraron en la sociedad humana.
Sin embargo, las Veena Vieras quisieron conservar sus valores y cultura, y se volvieron a los pequeños bosques que dejaron. Aunque las Vieras están viviendo actualmente con los humanos, parece ser que hay diferencias entre las culturas nueva y antigua. Algunos Vieras que salen de su bosque natal, salen en búsqueda de diversión, amor, o retos como los hunts, porque en su tierra no pueden hacer nada de eso estando bajo las reglas y leyes de la Viera patriarca que usa el poder de escuchar al bosque para saber lo que está pasando en el mundo exterior.
Al contrario de lo que se cree, los Viera macho sí que existen, pero los machos y las hembras se separan en asentamientos diferentes ya que son más competitivos en temas de comida y espacio que las hembras. Los machos no suelen dejarse ver puesto que son más reticentes al contacto con otras razas y no les gusta dejarse ver. Los machos Viera solo se comunican con las hembras de ser absolutamente necesario.
Aparecen por primera vez en Final Fantasy Tactics Advance.
En Final Fantasy XII Revenant Wings podemos ver una nueva especia de viera: las forvieras, raza creada a raíz de Forthanos y una viera.

#### Bangaas
Los Bangaa son una raza que ha evolucionado de los reptiles y cuya inteligencia y estilo de vida es similar al de los humanos. Su expectativa de vida es casi el doble que el de otras razas, sin embargo, su tasa de reproducción es baja.
Dentro de la raza Bangaa podemos encontrar cuatro subtipos dependiendo del color de su piel:
- Bangaa-Ruga (dorado/marrón): Tienen las orejas pequeñas y son más calmados emocionalmente.
- Bangaa-Faas (bronce): Atléticos y de gruesa piel.
- Bangaa-Bista (rojo/marrón): Son normalmente comerciantes.
- Bangaa-Sanga (gris): Suelen emplearse como soldados.

Tienen un sentido del oído y del olfato muy desarrollado, por esta razón, son reclutados a menudo como soldados para diferentes propósitos. Su debilidad principal es su incapacidad de utilizar magia, aunque han desarrollado su propia manera de hacerlo y algunos tipos de magia.
Aparecen por primera vez en Final Fantasy Tactics Advance.

#### Seeq
Los Seeq son una raza que ha evolucionado de los cerdos. Son de estatura parecida a la humana, pero tienen más fuerza física, defensa y son agresivos por naturaleza.
No son de las razas más inteligentes de Ivalice, pero a menudo son utilizados como soldados, guardias, o como trabajadores de labores manuales.
Son, por lo general una raza bárbara, muchos son ladrones y sienten una atracción natural hacia los objetos brillantes tales como el oro o las joyas.

#### Moguris
Los moguris, viejos conocidos para los jugadores de Final Fantasy, son capaces de volar como unos murciélagos con sus pequeñas alas. El tamaño medio de éstos está entre 80 y 120 centímetros. Su inteligencia y estilo de vida es similar al de los humanos. Siempre terminan una frase diciendo "kupó" o "kupopó" cuando se sobresaltan. No obstante, muchos de ellos tienen un cociente intelectual superior, lo que les hace sobresalir del resto de la población.
Son muy habilidosos manualmente, lo que hace a algunos de ellos capaces de ser ingenieros mecánicos y construir máquinas como barcos voladores. Aunque ingeniero es un oficio común entre los moguris, también pueden llegar a ser magos o guerreros si se lo proponen.
Al contrario que los bangaas, los moguri son respetados por la población Humana y Viera, ya que muchos de ellos viven en capitales que fueron construidas por los moguris hace tiempo.
Los moguri parecen tener algún tipo de conexión con la tecnología antigua que fue usada una vez en Ivalice, pero por el momento el misterio no se ha aclarado.
Aparecieron por primera vez en Final Fantasy III.

#### Yensa
Raza que evolucionó desde su origen de crustáceo hasta su forma actual, humanoide y bípeda.
Tienen la piel extremadamente dura y cubierta de pelos rígidos y puntiagudos como agujas.
Suelen envolverse en elaboradas ropas, aunque no se sabe si lo hacen para protegerse de las inclemencias del tiempo o para ocultar su poco agraciada apariencia.
Son agresivos por naturaleza y jamás han podido integrarse a una comunidad hume.
Si bien carecen del concepto de nación, son ferozmente territoriales y la lucha entre las diferentes tribus es incesante.

#### Bak-Namu
Seres pequeños que habitan el pantanal de Nabreus y Nabudis, capital de los muertos.

#### Chocobos
Los chocobos son unas enormes aves galliformes que no pueden volar (aunque hay algunos que pueden llegar a hacerlo) pero que, en cambio, tienen la capacidad de desplazarse a gran velocidad por tierra, como las avestruces. Tampoco pueden hablar, tan solo emiten la onomatopeya "WARK" o "KUE". Aparecieron por primera vez en la segunda entrega de la saga, Final Fantasy II.

#### Garif
Los Garif son una raza humanoide de Ivalice, pero que conservan una cultura indígena. Son muy parecidos a los humanos,  incluso podrían ser de la misma especie, pero eso no se sabe, pues los Garif llevan siempre una gran máscara. Se reúnen en aldeas gobernadas por diversos patriarcas, comandados por un patriarca supremo, con dotes y una máscara fuera de lo común. Además, tienen un pequeño grupo de guerreros dirigidos por un capitán. Los Garif crían a unas criaturas llamadas Nanna, que producen un queso muy famoso en Ivalice.

#### Nu-mou
Pequeños personajes ocultos tras una capa, se les ve en el Monte Bur-Omisais ayudando a las personas que llegan a refugiarse. Son sabios, serviciales, amables, inteligentes y especialistas en magia, pero bastante reservados y débiles físicamente.
Su aspecto físico es similar al de un cánido, con grandes orejas peludas colgantes y expresión noble.
Aparecen por primera vez en Final Fantasy Tactics Advance.

#### Espers
Seres creados por los dioses de Ivalice. Existen un total de 13, cada uno con diferentes atributos elementales y arcanos: Belias, Mateus, Cúchulainn, Zalera, Zodiark, Adrammelech, Hashmal, Artema, Fámfrit, Exodus, Shemhazai, Caos y Zeromus.
Además de sus nombres, estos espers poseen un apodo: Belias, el ogro; Mateus, el innoble; Cúchulainn, el impuro; Zalera, el sepulcral; Zodiark, el castigador; Adrammelech, el iracundo; Hashmal, el regidor; Artema, el ángel; Fámfrit, el sombrío; Exodus, el custodio; Shemhazai, el traidor; Caos, el reencarnado; y Zeromus, el verdugo.
De los trece, solo cinco se consiguen a lo largo de la historia (Belias, Mateus, Shemhazai, Hashmal y Fámfrit), siendo los demás optativos.
Añadir, además, que estas invocaciones están basadas en la astrología, identificándose cada una de ellas con un signo del zodíaco: 
- Belias (Aries)
- Mateus (Piscis)
- Cúchulainn (Escorpio)
- Zalera (Géminis)
- Adrammelech (Capricornio)
- Hashmal (Leo)
- Artema (Virgo)
- Fámfrit (Acuario)
- Exodus (Libra)
- Shemhazai (Sagitario)
- Caos (Tauro)
- Zeromus (Cáncer)

Zodiark es la excepción, debido a que es el esper supremo, aunque algunas fuentes lo definen como serpentino, de hecho, Zodiark podría corresponder a Ofiuco (cazador de serpientes), constelación zodiacal que nunca se incluyó en la lista de signos zodiacales.
Además, los nombres de varios de los Espers proviene del Final Fantasy Tactics y originalmente. La verdad es que desde el Final Fantasy Tactics los Espers fueron nombrados según algunos Villanos de otras de las Entregas de la Saga:
- Caos (Chaos), Villano de Final Fantasy I:

- Demonio antes conocido como el caballero Garland, que desea la destrucción de todo. Hizo un pacto con los cuatro Demonios Elementales y así se dio su origen.
- Mateus (Emperador Mateus Palamecia), Villano de Final Fantasy II:

- Un hombre codicioso que pretende dominar el mundo entero. Tras morir, se convierte en emperador del Infierno y vuelve a la vida.
- Zeromus (Zemus/Zeromus), Villano de Final Fantasy IV:

- Un Lunario (habitante de la Luna) que pretende eliminar toda vida existente en la Tierra. Fue encerrado hace miles de años para evitarlo, pero tras destruir los cristales, escapó de su prisión y de nuevo intenta cumplir su objetivo.
- Exodus (Ex-Death) Final Fantasy V Villano:

- Brujo que fue encerrado en la Grieta Dimensional por los 4 Guerreros del Alba. Al igual que Zeromus, consigue destruir los 4 Cristales y liberarse de su prisión, tras lo cual pretende destruir el universo para devolverlo todo al Vacío.
- Zodiark: Es el más poderoso de todos, temido por los mismos dioses. Los dioses detuvieron su desarrollo en su más tierna infancia.

### Cazarrecompensas
En Ivalice hay cazarrecompensas que cazan escorias. Las escorias son monstruos especiales por los que la gente ofrece una recompensa debido a varios motivos, ya sea miedo o interés personal.
Los cazarrecompensas se agrupan en clanes a los que acuden para ver las capturas de escorias más urgentes. A veces el ejército encarga a los clanes que maten una escoria (ULTRAESCORIAS) porque ellos no tienen tiempo.
Los cazarrecompensas tienen rangos que se obtienen cazando escorias, cuanto mayor sea el rango mejores cosas podremos comprar en algunas tiendas.

#### Clan Centurio
Un club de cazadores de escorias, donde el jefe es un moguri llamado Montblanc, personaje que también aparecía en Final Fantasy Tactics como personaje del grupo. Las misiones ordinarias se exponen en el tablón de anuncios, pero las más importantes o difíciles las encarga personalmente a los cazarrecompensas con más experiencia.

##### Rango Centurio
Hay varios rangos centurios, que iremos obteniendo a medida que vayamos eliminando tanto escorias como monstruos normales. Para el caso del Clan Centurio (por orden de obtención):
- Cazabichos: Primer rango, se obtiene desde el principio del juego.
- Rastreador: Segundo rango centurio.
- Gladiador: Tercer rango centurio.
- Gran Paladín: Cuarto rango. Se obtiene eliminando 8 escorias y consiguiendo 20 000 puntos Centurio.
- Maestro Cazador: Quinto rango centurio. Se obtiene eliminando 10 escorias y obteniendo 30 000 puntos centurio. Es el Rango Medio.
- Exterminador: Sexto Rango Centurio. Se obtiene eliminando 12 escorias y obtemiendo 40 000 puntos Centurio.
- Terror de las bestias: Séptimo Rango Centurio. Se obtiene eliminando 14 escorias y obteniendo 100 000 puntos Centurio.
- Justiciero implacable: Octavo Rango Centurio. Se obtiene eliminando a 16 escorias y obteniendo 200 000 puntos Centurio.
- Ángel de la muerte: Noveno Rango Centurio. Se obtiene eliminando a 24 escorias y consiguiendo 250 000 puntos Centurio.
- Invencible: Décimo Rango Centurio. Se obtiene eliminando a 28 escorias y consiguiendo 300 000 puntos Centurio.
- Semidiós: Undécimo Rango Centurio. Se obtiene eliminando a 32 escorias y consiguiendo 500 000 puntos Centurio.
- Todopoderoso: Duodécimo Rango Centurio. Se obtiene eliminando 44 escorias, consiguiendo 1 000 000 puntos Centurio y req. completar la guarida de los piratas.

## Desarrollo

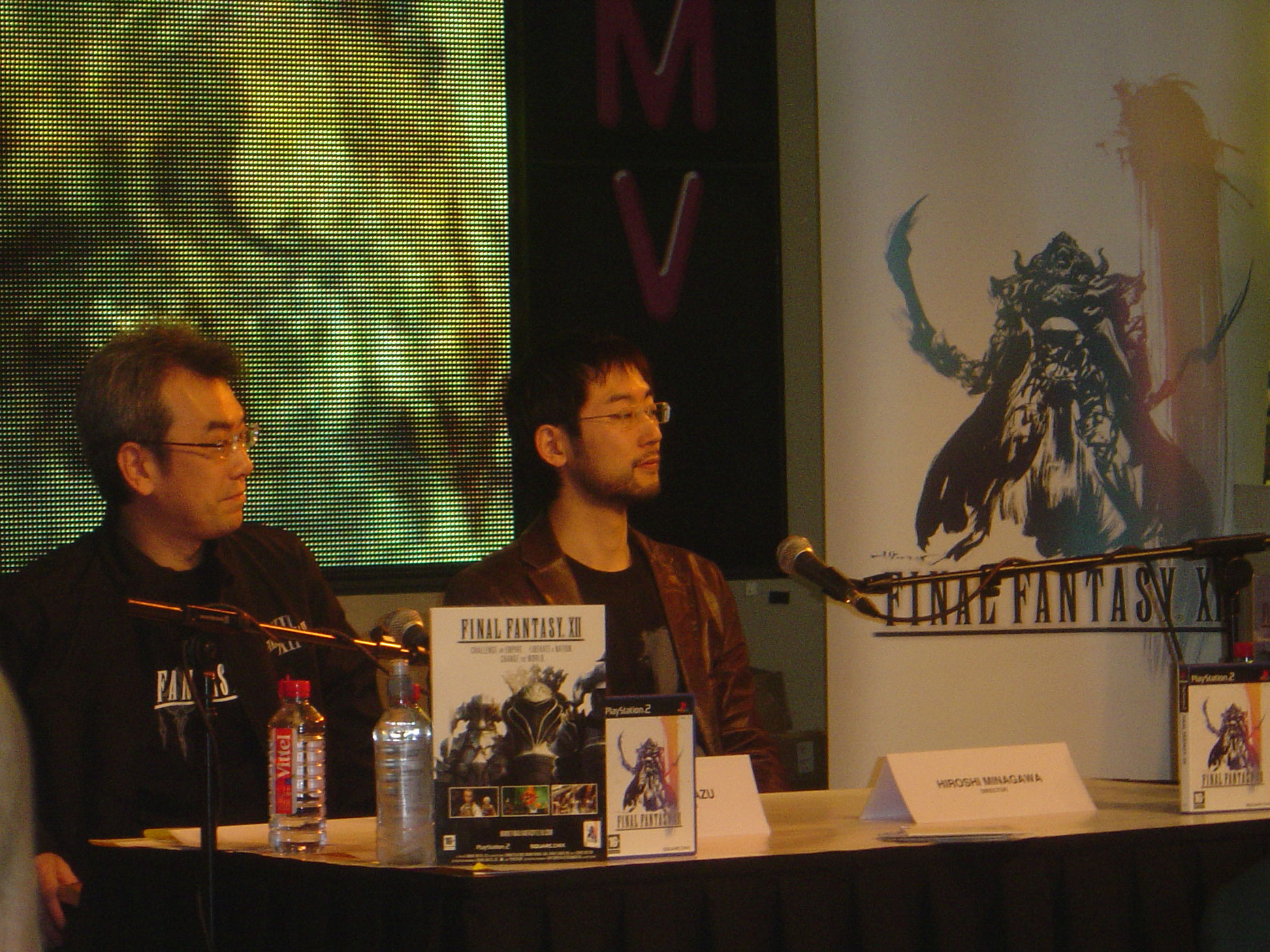
Akitoshi Kawazu y Hiroshi Minagawa, respectivamente productor ejecutivo y codirector del videojuego

Desarrollado desde el 2001 hasta el 2006, Final Fantasy XII costó alrededor de 4 billones de Yenes Japoneses (35 millones de dólares americanos) en costos de producción, con un equipo de desarrollo de más de 100 personas. Yasumi Matsuno, originalmente se anunció como productor y director, pero fue obligado a desmarcarse de estos dos roles, a medio camino de la creación del juego debido a problemas de salud. En su lugar, Hiroyuki Itō y Hiroshi Minagawa tomaron las tareas de dirección, mientras que el rol de productor ejecutivo recayó en Akitoshi Kawazu. A Matsuno se le acredita la labor de "Trabajo Original/Planteamiento de Escenario/Supervisión". Hitoshi Sakimoto fue el que compuso la música del juego, y Nobuo Uematsu contribuyó con una nueva composición — el tema cantado, "Kiss Me Good-Bye", interpretado por Angela Aki. El renombrado violinista Taro Hakase contribuyó con presentaciones para Symphonic Poem "Hope", que sirvió como canción promocional junto con "Kiss Me Good-Bye".
En las primeras etapas de desarrollo, el personaje principal iba a ser diseñado como un ser "grande y rudo", pero al continuar con el desarrollo, considerando el público consumidor promedio del juego, el personaje tomó una apariencia más juvenil. Con la voz de doblaje del actor Kohei Takeda, quien también hizo capturas de movimiento para el personaje, este se volvió más "activo, dinámico, positivo y astuto".
El traductor veterano Alexander O. Smith estuvo involucrado en la localización de los textos en inglés para el guion del juego. Smith ya había trabajado en Vagrant Story como también en otras entregas de Final Fantasy, incluyendo Final Fantasy X. Los voice-over (también conocido como voz superpuesta) fueron dirigidos por Jack Fletcher, quien previamente había dirigido traducciones para otros títulos de Final Fantasy.
En Norteamérica, el juego estaba disponible en dos versiones — la versión normal del juego con un precio de aproximadamente $49.99 dólares, y una edición de coleccionista ("Collector's Edition") por $10 dólares más. La edición de coleccionistas fue un título exclusivo ofrecido solo por GameStop y EB Games. Esta edición incluía el juego original empacado en el formato SteelBook (caja metálica), junto a un disco extra especial, que contenía entrevistas a los desarrolladores del juego, una galería de arte, cuatro tráileres Norteamericanos y Japoneses, y la opción denominada "History of Final Fantasy", que presentaba pequeñas crónicas sobre los Final Fantasy ya producidos más los juegos que están por venir de la saga.
Los cambios en la versión Norteamericana (además de dividir los discos por idioma en la europea), incluyen la adición del formato widescreen 16:9, más escenas adicionales y contenidos que fueron descartados de la versión Japonesa debido a problemas con el sistema de clasificación. 
La edición International Zodiac Job System exclusiva de Japón, además del contenido de las versiones norteamericana y europea, ya se puede cambiar las voces entre japonés e inglés, acelerar el juego, controlar otros personajes e invocaciones, una nueva función de nuevo juego + llamado nuevo juego - (menos), en donde no se puede subir de nivel, y un modo de desafío, en donde los jugadores tienen que cazar enemigos en 100 mapas distintos por recompensas.
La edición The Zodiac Age, además de dicho contenido de las demás ediciones, ahora permite al usuario elegir uno de los tres tipos de BGM del sistema, soporte para 60 FPS (en Windows y Xbox One), un sistema de trofeos, sonido 7.1 (5.1 en Nintendo Switch) y soporte hasta 21:9 o tres pantallas de 16:9 cada una (solo en Windows para ambos casos). También req. 720p de pantalla (en Windows) para funcionar correctamente.

### Música
Composiciones Hitoshi Sakimoto y Nobuo Uematsu interpretadas a orquesta.

#### Álbumes oficiales
| Año  | Álbum                                        | Información adicional       |
| ---- | -------------------------------------------- | --------------------------- |
| 2006 | Final Fantasy XII Original Soundtrack        | Versión original del juego  |
| 2006 | The Best of The Final Fantasy XII Soundtrack | Compilación de varios temas |

## El mundo de Final Fantasy XII
Rabanasta, Capital del Reino (Royal City of Rabanastre): La ciudad inicial y central del juego. Situada en el continente de Dalmasca, al este tiene el Desierto de Dalmasca Este, al oeste el Desierto de Dalmasca Oeste y al sur la Pradera de Giza. Consta de la propia ciudad, del barrio bajo, y del Palacio Real.
Desierto de Dalmasca Este (Dalmasca Estersand) Desierto al este de Dalmasca. Tiene un campamento partido por el río Nebra. Conecta con el Desierto de Dalmasca Oeste al oeste, con el Arrabal de Nalbina al este y con los Montes Mosfora al norte.
Pradera de Giza (Giza Plain): Situada al sur de Rabanasta es una zona que sufre un cambio brusco de terreno con el cambio del clima, entre la estación seca y la estación de lluvias. El cambio de estación viene dado por el tiempo de juego de la partida, correspondiendo dos horas la estación seca por una hora la duración de la estación de lluvias. La pradera de Giza tiene acceso al este con el Desierto de Dalmasca Este, al oeste con el Desierto de Dalmasca Oeste y al sur con el campo de Ozmon.
Nalbina: Sector compuesto por un arrabal que conecta al Desierto Este por el sur y a los Montes Mosfora por el norte, por una fortaleza y por unas mazmorras.
Acueductos de Garamsais (Garamsythe Waterway) Los acueductos de Rabanasta, que se han convertido en un laberinto subterráneo. Conecta al palacio de Rabanasta al norte, los túneles de Barheim al sur, y el Barrio bajo por la zona central.
Túneles de Balheim (Barheim Passage) Túneles abandonados y plagados de monstruos que llegan al Desierto de Dalmasca Este por el sur y a los Acueductos de Garamsais por el oeste. 
Bhujerba, Ciudad suspendida (Sky City of Bhujerba): Constituye el continente suspendido de Doomstrón. Conecta al noreste con las Minas de Lhusu.
Minas de Lhusu (Lhusu Mines) Minas de magicita situadas al noreste de Bhujerba.
Acorazado Leviatán (Dreadnought Leviathan) Nave del Imperio Arcadiano, propiedad del Juez Ghis.
Desierto de Dalmasca Oeste (Dalmasca Westersand) Desierto al oeste de Dalmasca. En ocasiones se encuentran tormentas de arena. Conecta con el Desierto de Dalmasca Este al este, con la Cueva Centenaria al sur y con las Arenas de Ogul Yensa al oeste.
 Arenas de Ogul-Yensa (Ogir-Yensa Sandsea) Vasto desierto al oeste del Desierto Oeste, al este de Nam Yensa y con diversas entradas a la Cueva Certeniana.
Arenas de Nam-Yensa  (Nam-Yensa Sandsea) Desierto que sigue al de Ogul yensa. Conecta con la Tumba de Raithwall al oeste y tiene diversas entradas a la Cueva Certeniana.
Tumba del Rey Raithwall (The Tomb of Raithwall) La antigua tumba del Rey Dinastía, Raithwall. 
Campo de Ozmon (Ozmone Plain) Extensa pradera al sur de Giza que también tiene ligeros cambios en el clima. Conecta con Yajara al sudoeste, con la Selva de Golmore al noreste, con las Minas de Henne al sureste y con la Cueva Certeniana al oeste.
Yajara, tierra de los Garif (Jahara-Land of the Garif): Situada a orillas del río Sogot, es el lugar donde habita la tribu de los Garif. Se llega a ella atravesando el Campo de Ozmon.
Selva de Golmore (Golmore Jungle) Espesa jungla que conecta con el Campo de Ozmon al oeste, el Gran Barranco de Paramina al este, el Bosque Encantado al sur y la Aldea de Elt al norte.
Aldea de Elt (Eruyt Village) Aldea de vieras al norte de la Jungla de Golmore construida sobre los árboles.
Minas de Henne (Henne Mines) Minas al sureste del Campo de Ozmon tan solo accesible si vas montado en chocobo, o a través del Bosque encantado.
Gran Barranco de Paramina (Paramina Rift) Región que siempre esta nevada y donde se producen ventiscas. Conecta con Bur-Omisais al norte, con el Templo de Miliam al sur, con la Selva de Golmore al oeste y con el Bosque Encantado también al oeste.
Monte Sagrado Bur-Omisais (Mt. Bur-Omisace) Monasterio dedicado al culto del kiltianismo donde se recogen a los necesitados y viven los seguidores de esa religión. Se encuentra al norte del Gran Barranco de Paramina.
Templo de Miliam (Stilshrine of Miriam) Templo plagado de monstruos donde Raithwall dejó la Espada de Reyes.
Montes Mósfora (Mosphoran Highwaste) Cadena de montañas al norte del Desierto de Dalmasca Este y el Arrabal de Nalbina y al sur del Bosque de Salika.
Bosque Salika (Salika Wood) Bosque perteneciente a la región de Nabradia, por el que se accede a la Costa de Fon por el sureste, a Nabudis por el oeste y al Pantanal de Nabreus por el norte.
Costa de Fon (Phon Coast) Región costera con varias colinas. Es el primer territorio arcadiano al que se accede. Conecta con el Bosque de Salika al noroeste y con la Meseta de Chitta al noreste.
Meseta de Chita (Tchita Uplands) Sector montañoso y extenso al sur del Palacio de Sochen y al oeste de las Alturas del Cerobi.
Palacio Subterráneo de Sochen (Sochen Cave Palace) Antiguo palacio construido bajo tierra por el que se llega al Casco Viejo de Arcadis.
Casco Viejo de Arcadis (Old Archades) Antigua capital de Arcadia habitada por la gente pobre del Imperio que ha fracasado en la gran ciudad. Conecta con Arcadis por el suroeste.
Arcadis, capital Imperial (Imperial City of Archades) La capital del imperio arcadiano, donde habitan los nobles más poderosos del país.
Laboratorio Draklor Enorme laboratorio creado para las investigaciones del Doctor Cid para el Imperio Arcadiano.
Puerto de Balfonheim (Balfonheim port) Pequeño puerto, sede de contrabandistas y piratas del aire. Su líder es el pirata Reddas.
El Bosque Encantado (The Feywood) Peligroso bosque con grandes cantidades de niebla, conectado a la Selva de Golmore al norte, el Gran Barranco al este, las Minas de Henne al noroeste y Giruvegan al sur.
Giruvegan, ciudad centenaria (The Ancient City of Giruvegan) Antiguo templo donde se encuentra la Espada del Pacto. En sus profundidades se encuentra el Gran Cristal, un territorio inexplorado lleno de poderosos enemigos.
Cataratas de Ridorana (Ridorana Cataract) Pequeña isla cerca de una enorme catarata. Al norte se encuentra el Gran Faro de Ridorana.
Gran Faro de Ridorana (Pharos at Ridorana) Enorme faro situado en las Cataratas de Ridorana con 100 pisos. En él se encuentra el Cristal del Sol.
Cueva Certeniana (Zertinan Caverns) Cavernas que pasan debajo del océano, conectando las Arenas de Yensa, Dalmasca y Bancour. 
Nabudis, Capital de los Muertos (Necrohol of Nabudis) Antigua ciudad que fue prospera en su tiempo, pero fue exterminada por el Imperio y ahora tan solo se encuentran peligrosos monstruos.
Pantanal de Nabreus (Nabreus deadlands) Pantanal situado en el continente de Nabradia. Se llega a él por el sur desde el bosque de Salika y al este desde Nabudis.
Alturas de Cerobi (Cerobi Steppe) Gran montaña que enlaza al norte con la Meseta de Chiita y al sur con el puerto de Balfonheim.
Bahamunt, fortaleza aérea (Sky Fortress Bahamut) Impresionante nave con la que el Imperio quiere destruir Dalmasca. Es el escenario final del juego.

## Recepción
| Edge        | 9 of 10   | Impreso                                                     |
| Eurogamer   | 10 of 10  | →                                                           |
| Famitsu     | 40 de 40  | Impreso                                                     |
| GamePro     | 5 of 5    | → Archivado el 11 de octubre de 2007 en Wayback Machine.    |
| GameSpot    | 9.0 of 10 | →                                                           |
| IGN         | 9.5 of 10 | →                                                           |
| OPM         | 10 of 10  | Impreso                                                     |
| RPGFan      | 97 of 100 | →                                                           |
| X-Play      | 5 of 5    | → Archivado el 29 de septiembre de 2007 en Wayback Machine. |
| Metacritic* | 92 of 100 | → Archivado el 17 de diciembre de 2007 en Wayback Machine.  |
| OPS2 UK     | 10 of 10  | Impreso                                                     |
| Notas:      |           |                                                             |